# Nicolești, Brăila
Nicolești este un sat în comuna Berteștii de Jos din județul Brăila, Muntenia, România.